# Sveriges internationella överenskommelser
Sveriges internationella överenskommelser, (SÖ), är en publikation i vilken alla för Sverige bindande överenskommelser som har ingåtts av regeringen ska offentliggöras.
De folkrättsliga reglerna om internationella överenskommelser återfinns i första hand i Wienkonventionen om traktaträtten, som innehåller grundläggande bestämmelser om bland annat ingående och ikraftträdande, reservationer, tolkning och tillämpning, ändringar, ogiltighet och upphörande.
För svensk del ingås internationella överenskommelser efter beslut av regeringen.
Riksdagens godkännande krävs innan regeringen ingår en för riket bindande internationell överenskommelse som:
1. förutsätter att en lag ändras eller upphävs eller att en ny lag stiftas, eller
2. i övrigt gäller ett ämne som riksdagen ska besluta om.

Överenskommelserna är sökbara genom Regeringskansliet.